# Michel Rasquin
Michel Rasquin (ur. 19 września 1899 w Pétange, zm. 27 kwietnia 1958 w Brukseli w Belgii) – luksemburski polityk i dziennikarz, Komisarz ds. Transportu w pierwszej komisji Waltera Hallsteina (1958).